# Neacomys pictus
Neacomys pictus је врста глодара из породице хрчкова (лат. Cricetidae). 

## Распрострањење
Панама је једино познато природно станиште врсте.

## Станиште
Врста Neacomys pictus има станиште на копну.

## Угроженост
Подаци о распрострањености ове врсте су недовољни.

### Популациони тренд
Популациони тренд је за ову врсту непознат.